# نعمت خان عالی
میرزا نورالدین محمد، معروف به عالی شیرازی، نعمت‌خان و دانشمندخان و متخلص به عالی، شاعر فارسی‌سرای هند در قرن یازدهم ه‍.ق است. به احتمال در ۱۰۴۸ ه‍.ق به دنیا آمده‌است. اجداد او در شیراز در فن طبابت معروف بودند. پدرش حکیم محمّد فتح الدّین عمّ حکیم محمّد خان بود که در زمان شاهزادگی بهادر شاه اوّل پادشاه مغول هند (۱۱۱۶–۱۱۲۳) مصاحب وی بود. عالی از زمان شاه جهان (۱۰۲۸–۱۰۳۷) به ملازمت شاه جهان درآمد. تخلّص نخست عالی، «حکیم» بوده‌است. بنا به صلاحدید «ملا شفیعا» تخلص خود را به عالی تبدیل کرد. در پایان عمر وی به سمت‌های حکومتی در دکن سپری شده‌است. از القاب وی «دانشمند خان» بوده‌است. وی دارای دو پسر با نام‌های «محمدصادق» و «حاذق» (ملقب به حکیم الممالک) بوده‌است.

## آثار
- جنگنامه
- وقایع قلعه حیدراباد
- دیوان اشعار

## مرگ
وفات نعمت خان عالی در سال ۱۱۲۱ ه‍.ق افتاده‌است.